# Koszmosz–1 (műhold)
A Koszmosz–1 (oroszul: Космос–1) szovjet DSZ–2 típusú technológiai műhold, melyet a 63SZ1 hordozórakéták teszteléséhez használtak. Ez volt a DSZ műholdak első sikeresen indított példánya.

## Jellemzői
A DSZ–2 típusú műholdat a 63SZ1 hordozórakéta kifejlesztéshez szükséges tesztekhez tervezte és készítette a dnyipropetrovszki Juzsnoje tervezőiroda. A DSZ–2 a korábbi DSZ–1 típus kisebb változata volt.
Alapvető rendeltetése a hordozórakétán elhelyezkedő hasznos tömeget érő hatások vizsgálata és a pályára állítandó űreszköznek a hordozórakétától történő elválása tanulmányozása volt. Ennek megfelelően semmilyen speciális rendszerrel sem volt felszerelve. A műholdon elhelyeztek egy Majak típusú rádióadót is. A sugárzott jelek fáziskülönbségének méréséből tanulmányozták az ionoszféra szerkezetét. Az éjszakai ionoszféra F rétege magasságbeli és kiterjedésbeli inhomogenitásainak mérése a 20 MHz-es fedélzeti adó jeleinek fluktuációváltozásaiból történt.
A műholdat 1962. március 16-án a Kapusztyin Jar rakéta-kísérleti lőtér a Majak–2 indítóállásából egy 63SZ1 típusú hordozórakétával juttatták alacsony Föld körüli pályára. A műhold teljes tömege 47 kg volt. Keringési ideje 93,1 perc, a pályasík inklinációja 49 fok volt. Az elliptikus pálya perigeuma 204 km, apogeuma 976 km volt. Élettartama 70 nap volt.  1962. május 25-én belépett a légkörbe és megsemmisült.

## Külső hivatkozások
- Koszmosz–1. nasa.gov. [2012. január 27-i dátummal az eredetiből archiválva]. (Hozzáférés: 2012. november 17.)
- Koszmosz–1. lib.cas.cz. [2013. október 13-i dátummal az eredetiből archiválva]. (Hozzáférés: 2013. március 29.)